# 帕維烏·布羅熱克
帕維烏·布羅熱克（波蘭語：Paweł Łukasz Brożek，1983年4月21日—）是波蘭的職業足球運動員，司職前鋒，現效力於波蘭足球甲級聯賽克拉科夫。
2012年布羅熱克代表波蘭國家足球隊出戰2012年歐洲國家盃，在分組賽出場2次。

## 外部連結
- Player profile on FIFA.com （页面存档备份，存于）
- National team stats[永久] on the website of the Polish Football Association （波兰語）
- Polish league stats （页面存档备份，存于） （波兰語）